# قلعه بالا (هرند)
قلعه بالا یا قلعه بالاسیان روستایی در حاشیه جاده اصفهان ورزنه که در دهستان امامزاده عبدالعزیز بخش مرکزی شهرستان هرند استان اصفهان ایران است.

## جمعیت
بر پایه سرشماری عمومی نفوس و مسکن در سال ۱۳۹۵ جمعیت این روستا ۳۸۸ نفر (۱۲۳خانوار) بوده‌است.